# Sergio Piña
Sergio Piña Cousillas (ur. 19 stycznia 1980 roku w A Coruña) – hiszpański piłkarz, który gra jako bramkarz w CD Leganés.

## Statystyki klubowe
| Sezon   | Klub             | Kraj      | Liga               | Mecze | Bramki |
| ------- | ---------------- | --------- | ------------------ | ----- | ------ |
| 2000/01 | Celta Vigo B     | Hiszpania | Segunda División B | 0     | 0      |
| 2001/02 | Celta Vigo B     | Hiszpania | Segunda División B | 3     | 0      |
| 2002/03 | Ourense          | Hiszpania | Segunda División B | 4     | 0      |
| 2003/04 | Lalín            | Hiszpania | Tercera División   | -     | -      |
| 2004/05 | Racing de Ferrol | Hiszpania | Segunda División   | 3     | 0      |
| 2005/06 | Racing de Ferrol | Hiszpania | Segunda División   | 1     | 0      |
| 2006/07 | Racing de Ferrol | Hiszpania | Segunda División B | 42    | 0      |
| 2007/08 | Racing de Ferrol | Hiszpania | Segunda División   | 42    | 0      |
| 2008/09 | Alicante         | Hiszpania | Segunda División   | 17    | 0      |
| 2009/10 | Alicante         | Hiszpania | Segunda División B | -     | -      |
| 2010/11 | SD Ponferradina  | Hiszpania | Segunda División   | 5     | 0      |
| 2011/12 | Celta Vigo B     | Hiszpania | Segunda División B | 40    | 11     |
| 2012/13 | Orihuela         | Hiszpania | Segunda División B | 21    | 0      |
| 2013/14 | CD Leganés       | Hiszpania | Segunda División B | 12    | 0      |
| 2014/15 | CD Leganés       | Hiszpania | Segunda División   | 15    | 0      |
| 2015/16 | CD Leganés       | Hiszpania | Segunda División   | 2     | 0      |
| 2016/17 | SD Huesca        | Hiszpania | Segunda División   | 1     | 0      |

Stan na: 14 maja 2017 r.